# Il riscatto di Capo Rosso
Il riscatto di Capo Rosso (The Ransom of Red Chief) è un racconto umoristico di O. Henry del 1907.
Considerato dei più celebri racconti di O. Henry, fu pubblicato per la prima volta nel numero del 6 luglio 1907 del Saturday Evening Post. Tratta di due malviventi che rapiscono e chiedono un riscatto per il figlio di un ricco possidente in Alabama. Alla fine, gli uomini sono ridotti alla disperazione dal comportamento viziato e iperattivo del ragazzo, al punto da pagare loro il padre del ragazzo perché se lo riprenda.
Il racconto è divenuto parte della cultura popolare. È considerato un esempio classico di due ironie comiche: l'ostaggio che in realtà si diverte ad essere rapito e si prende gioco dei suoi rapitori, e i suoi rapitori che ottengono la giusta punizione, trovarsi costretti a pagare loro un riscatto, pur di sbarazzarsi della presunta vittima.

## Trama
Due piccoli malviventi, Bill e Sam, rapiscono Johnny, il figlio dai capelli rossi di 10 anni di Ebenezer Dorset, un cittadino importante, e lo trattengono per un riscatto. Ma nel momento in cui arrivano al loro nascondiglio con il ragazzo, il piano inizia a disfarsi, poiché il ragazzo inizia a prendersi gioco dei suoi rapitori. Chiamandosi "Capo Rosso", il ragazzo li confonde con le sue interminabili chiacchiere e i suoi scherzi maliziosi, chiedendo che essi giochino con lui a giochi estenuanti, come cavalcare 90 miglia sulla schiena di Bill fingendo di essere uno scout indiano. I criminali scrivono una lettera di riscatto al padre del ragazzo, dapprima abbassando il riscatto da 2000 $ a 1500 $, convinti che il padre non pagherà molti soldi per il suo ritorno. Il padre, che conosce bene suo figlio e si rende conto di quanto saprà essere insopportabile con i suoi carcerieri e di quanto presto essi saranno ansiosi di liberarsene, rifiuta la loro richiesta e si offre di riprenderselo solo a condizione di ricevere 250 $. I malviventi esasperati consegnano i soldi e il ragazzo urlante - che in realtà era stato felicissimo di essere stato rapito dal padre severo - e fuggono in gran fretta mentre il padre impedisce al figlio di seguirli.

## Principali edizioni
- O. Henry, Whirligigs, Garden City, NY: Doubleday, 1910.
- O. Henry, The Complete Writings, Garden City, NY: Doubleday, 1917.
- O. Henry, The Ransom of Red Chief and Other Stories for Boys, chosen by Franklin K. Mathiews and illustrated by Gordon Grant, New York: Grosset & Dunlap, 1918.
- O. Henry, The Best Short Stories, ed. Bennett Cerf and Van Henry Cartmell, Garden City, NY: Doubleday, 1953.
- O. Henry, Complete Works, ed. Harry Hansen, Garden City, NY: Doubleday, 1953.
- O. Henry, Collected Stories, New York : Gramercy Books, 1986.

### In traduzione italiana
- O. Henry, Il riscatto di Capo Rosso, tr. Luigi Brioschi, Milano: Bietti, 1967 (rist. Parma: Guanda, 2014).
- O. Henry, Il riscatto di Capo Rosso, tr. Marcella Maffi, Roma: Gruppo editoriale L'Espresso, 2009.

## Nei media
Adattamenti del racconto al cinema ed alla televisione.
| Anno | Film | "Capo Rosso"      | I due malviventi                 | Note               |
| ---- | --- | ----------------- | -------------------------------- | ------------------ |
| 1911 | Il riscatto di Capo Rosso, regia di J. Searle Dawley                                                        | Yale Boss         | Sconosciuti                      | Film muto          |
| 1929 | Un bambino che non molla mai, regia di Yasujirō Ozu                                                         | Tomio Aoki        | Tatsuo Saitō, Takeshi Sakamoto   | Libero adattamento |
| 1952 | "Il ratto di Capo Rosso", episodio del film La giostra umana (O. Henry's Full House), regia di Howard Hawks | Lee Aaker         | Fred Allen, Oscar Levant         | USA                |
| 1959 | Noi gangster (Le Grand Chef), regia di Henri Verneuil                                                       | Papouf            | Fernandel, Gino Cervi            | Libero adattamento |
| 1959 | Il riscatto di Capo Rosso, regia di Alvin Rakoff                                                            | Teddy Rooney      | William Bendix, Hans Conried     | Film televisivo    |
| 1963 | "Il riscatto di Capo Rosso", episodio del film Delovye ljudi, regia di Leonid Iovič Gajdaj                  | Sergey Tikhonov   | Georgiy Vitsin, Aleksei Smirnov  | URSS               |
| 1975 | Il riscatto di Capo Rosso, regia di Tony Bill                                                               | Robbie Rist       | Harry Dean Stanton, Joe Spinell  | Film televisivo    |
| 1977 | Il riscatto di Capo Rosso, regia di Jeffrey Hayden                                                          | Pat Petersen      | Strother Martin, Jack Elam       | Film televisivo    |
| 1998 | Il riscatto di Capo Rosso, regia di Bob Clark                                                               | Haley Joel Osment | Christopher Lloyd, Michael Jeter | Film televisivo    |